# Церковь Святой Богородицы (Воскепар)
Церковь Святой Богородицы Воскепара (арм. Ոսկեպարի Սուրբ Աստվածածին եկեղեցի) или церковь Воскепара (арм. Ոսկեպարի տաճար) — церковь VI—VII векa в селе Воскепар Тавушской области Армении.

## История
Церковь Сурб Аствацацин основана в VI—VII векax.

## Архитектура
Снаружи храм имеет прямоугольные апсиды. Судя по форме апсид и небольшим размерам, церковь относится к типу «свободного креста». Поднимающееся на ступенчатом стилобате здание построено из квадратов фельзитного туфа чистой тёски. Переход к барабану купола осуществлён посредством тромпов.
Церковь Святой Богородицы выделяется среди остальных большой глубиной слегка подковообразных в плане апсид и удлинённой формой восточных прямоугольных приделов по сторонам алтарной апсиды, что привело к созданию выступов на восточном фасаде. Перекрытие приделов — сводчатое. Оба входа (северный и западный) оформлены порталом с перекрытыми аркой парными полуколонками и фронтоном, на тимпанах входов вырезан процветший крест на постаменте. Карниз покрыт узором из повторяющегося геометрического орнамента. Наличники окон профилированы, и на двух из них вырезаны цепочкой пятилепестковые листочки. Все эти декоративные элементы характерны для армянского искусства первой половины VII века.
Среди похожих по архитектуре и плану церквей можно назвать: церковь Святого Иоанна Крестителя близ Талина, церковь Святого Георгия в Артике, церковь Святого Григория Просветителя в Ариче, церковь Гмбет вблизи Карса и др., — но воскепарская отличается от них небольшим размером и прямоугольной аркой.

## Современное состояние
Церковь находится в удовлетворительном состоянии, хотя часть крыши развалилась. Фрагменты плитки на крыше свидетельствуют о том, что изначально крыша храма была изготовлена из керамической плитки, а позднее покрыта камнем. Последнюю реставрацию церковь прошла в 1975—1977 годах.

## Галерея

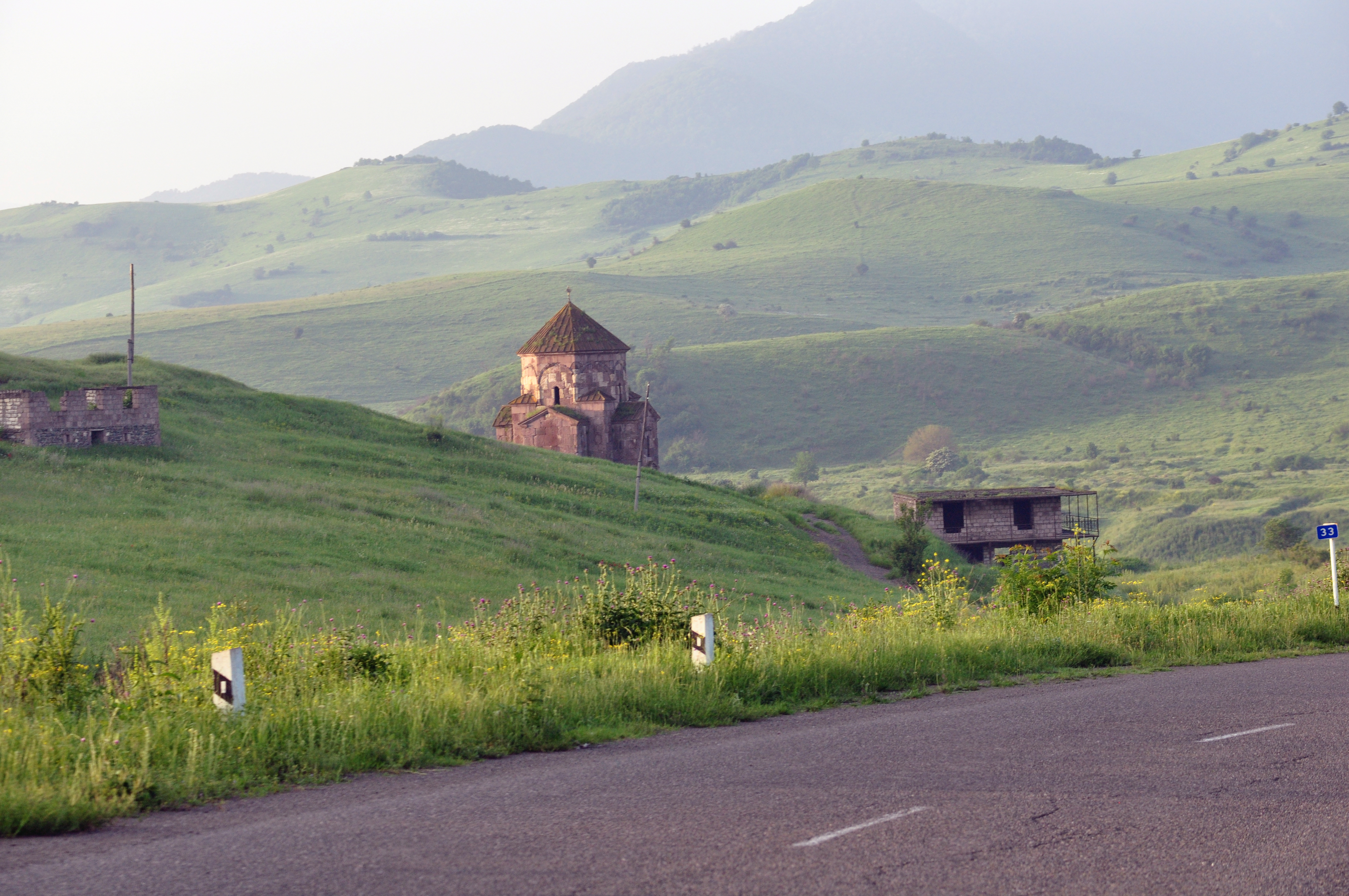
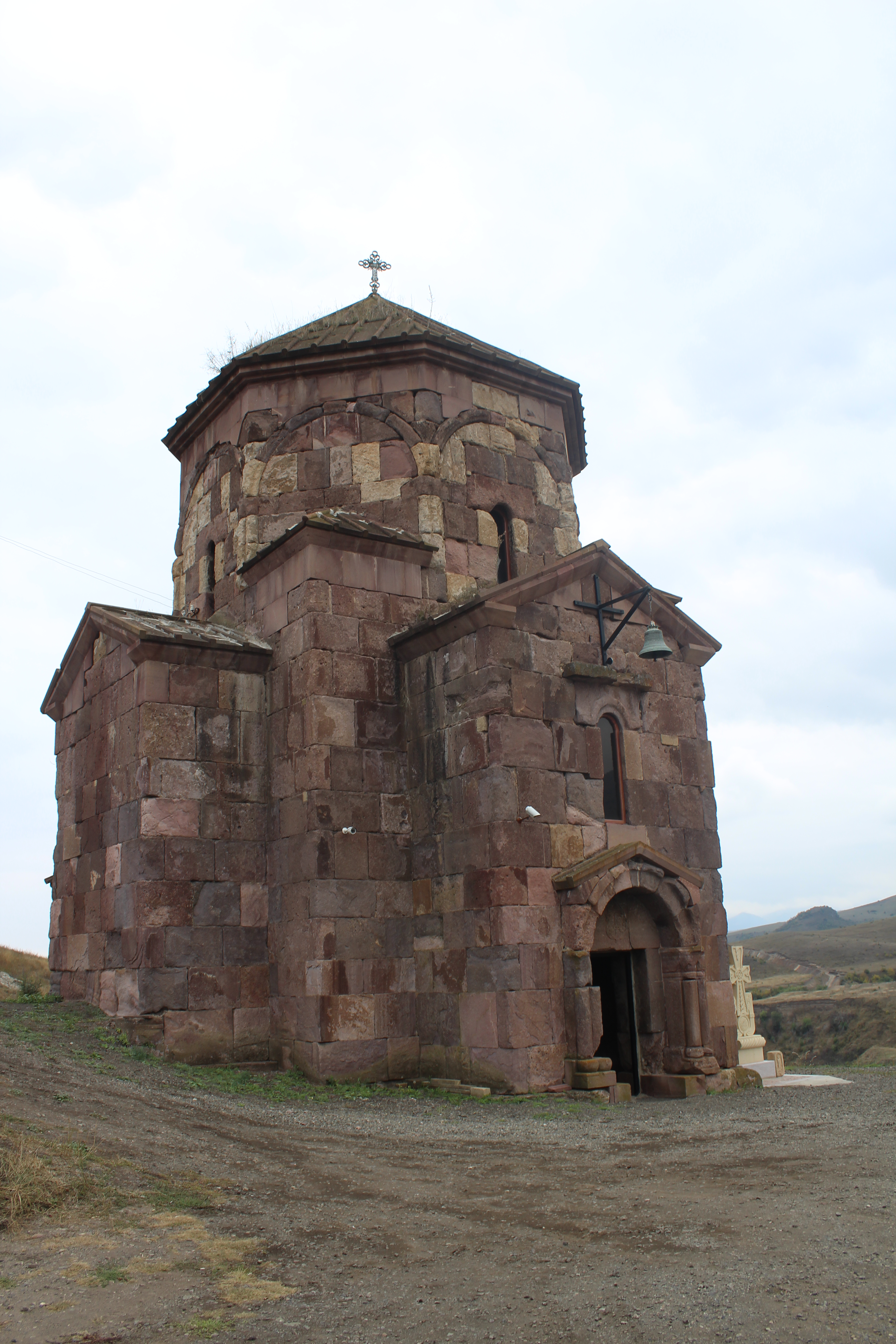
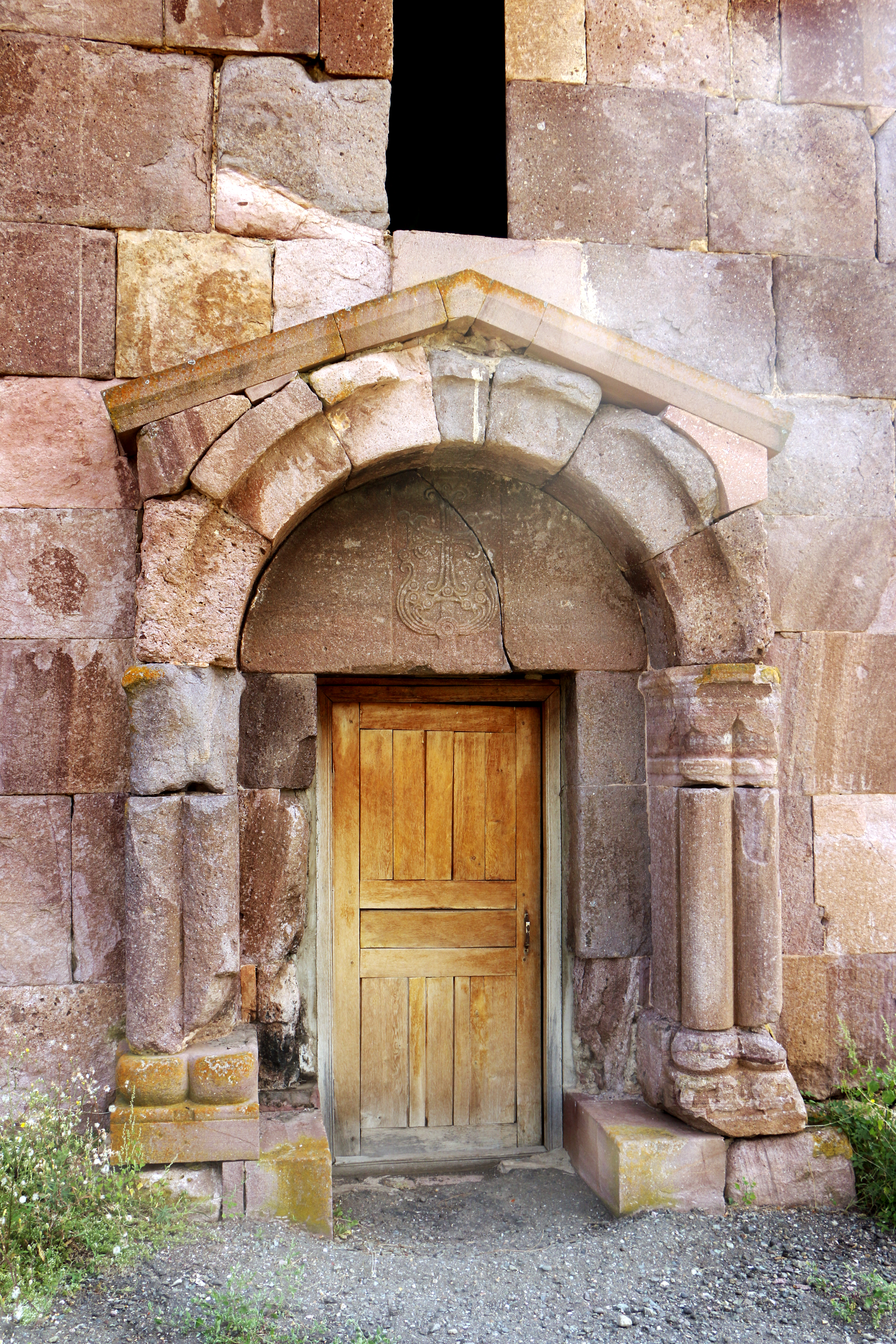
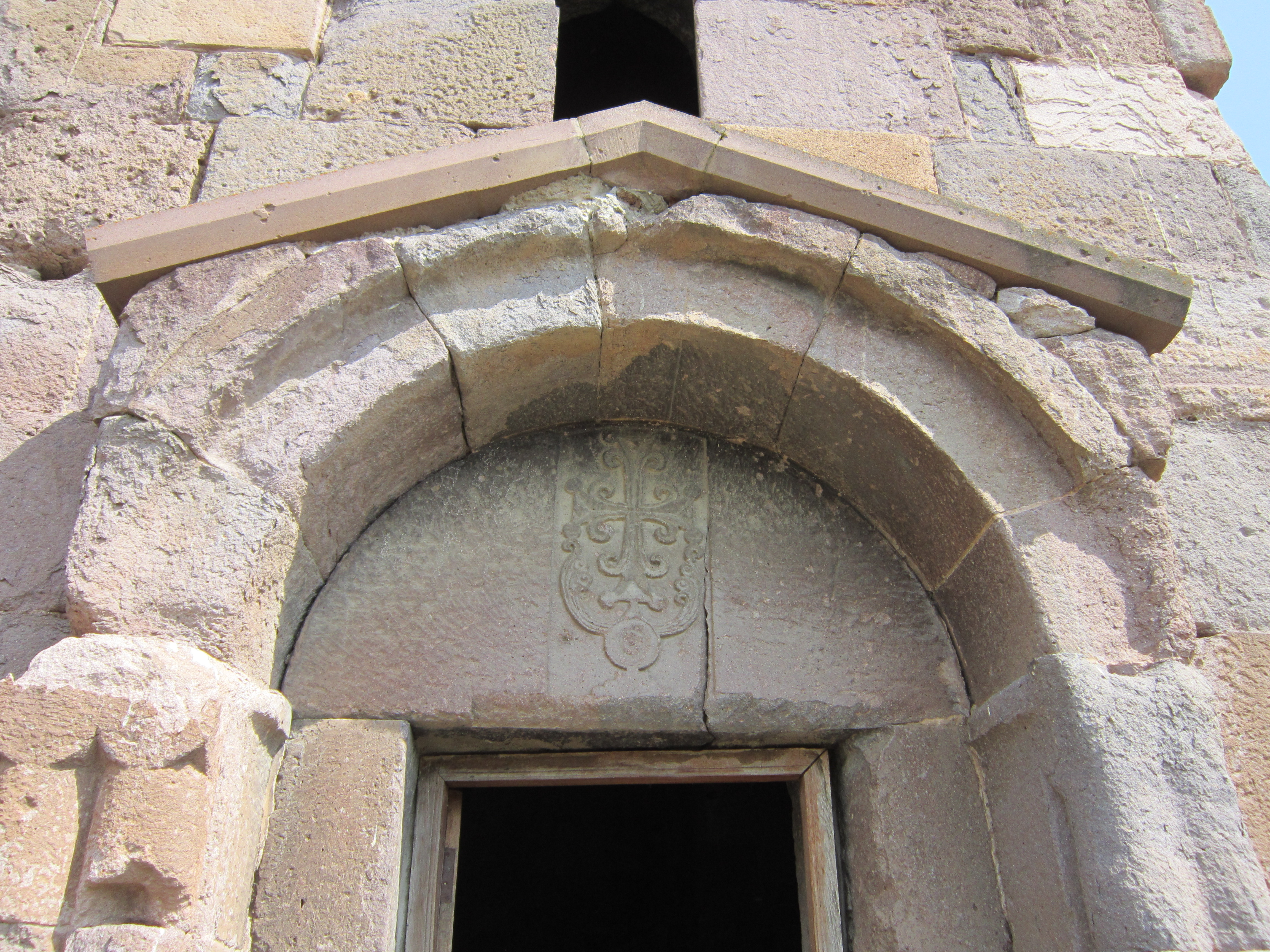
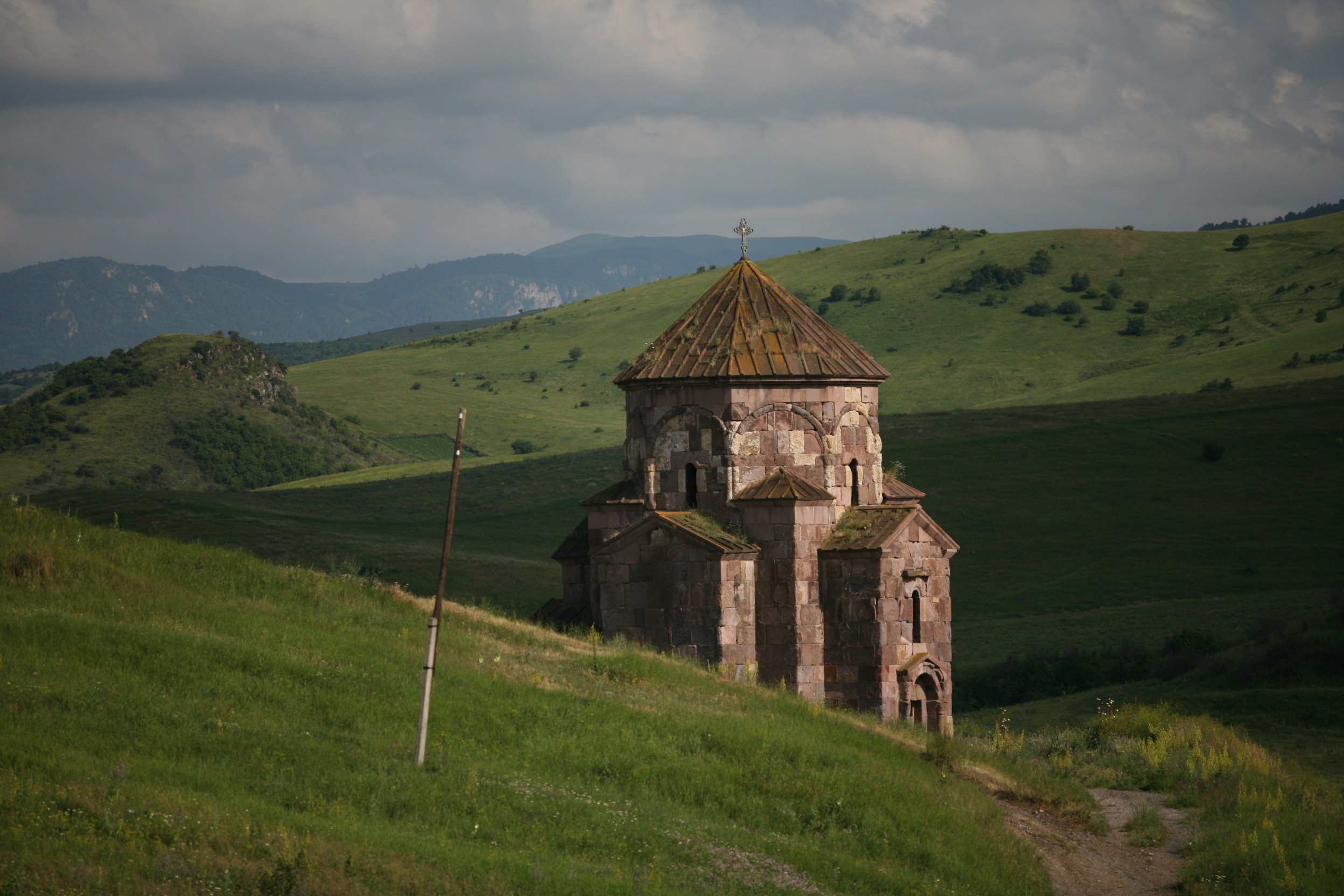
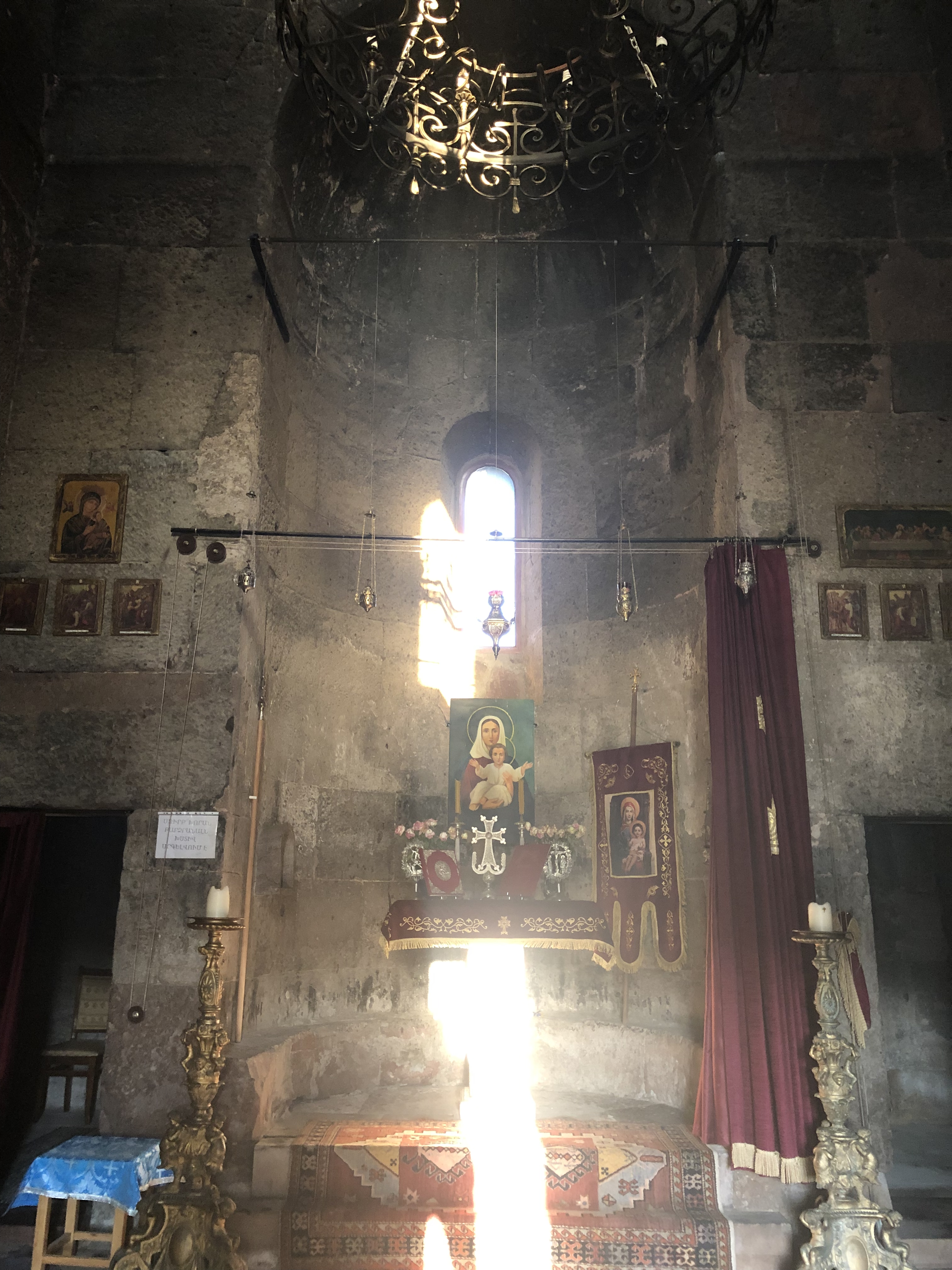